# Pandesma partita
Pandesma partita là một loài bướm đêm trong họ Erebidae.